# Euderma maculatum
Euderma maculatum is een zoogdier uit de familie van de gladneuzen (Vespertilionidae). De wetenschappelijke naam van de soort werd voor het eerst geldig gepubliceerd door J.A. Allen in 1891.

## Voorkomen
De soort komt voor in Canada, Mexico en de Verenigde Staten.